# Альтикьеро да Дзевио
Альтикье́ро да Дзе́вио, Альдигьери да Дзе́вио (итал.  Altichiero da Zevio, Aldighieri da Zevio; ок. 1330, Дзевио, Верона — ок. 1390, Верона) — итальянский живописец интернациональной готики периода треченто падуанской школы. Как и всех последователей Джотто ди Бондоне, художника часто причисляют к «джоттескам».

## Биография и творчество
Альтикьеро родился в местечке Дзевио под Вероной в семье художника Доменико да Дзевио и иногда считается родоначальником веронской школы, несмотря на то, что его творчество в большей степени связано с Падуей. Его также относят к школе Венето (венецианской области).
Джорджо Вазари в «Жизнеописаниях наиболее выдающихся живописцев, ваятелей и зодчих» представляет его как уже зрелого и пользующегося большим уважением мастера, ученика Туроне из Вероны. Но о его жизни сохранилось мало сведений. Первый документ, в котором упоминается имя Альтикьеро, датируется 2 марта 1369 года: это договор, заключённый между художником и капитулом церкви Санта-Анастасия.
Его ранние работы близки стилю интернациональной готики, но его взгляд на изображаемое чужд куртуазным и рыцарским фантазиям, которые можно найти у Пизанелло, его прямого наследника.
Вероятно, ещё в Вероне Альтикьеро познакомился с Джотто (около 1316 года он работал при дворе Кан Гранде I делла Скала в Вероне), перенял его манеру, наполнив линейную структуру выразительностью и обогатив цветовую гамму. Влияние Амброджо Лоренцетти проявилось в том, что пейзажи Альтикьеро выглядят более правдоподобно, по сравнению с пейзажами Джотто, и даже Таддео и Аньоло Гадди.
Вместе с Якопо Аванци в 1376 году Альтикьеро расписал фресками «Истории святого Иакова» в люнетах капеллы Святого Иакова (Сан-Джакомо) в базилике Святого Антония в Падуе и в 1377—1379 годах пристроенный к базилике Ораторий Сан-Джорджо. Но относительно доли участия каждого из художников нет полной ясности. Полагают, что семь картин из истории Святого Иакова принадлежат Дзевио, который, вероятно, был старше Аванци и по стилю является последователем школы, основанной Джотто. Последняя запись Альтикьеро — это архивный документ сентября 1384 года.

## Галерея

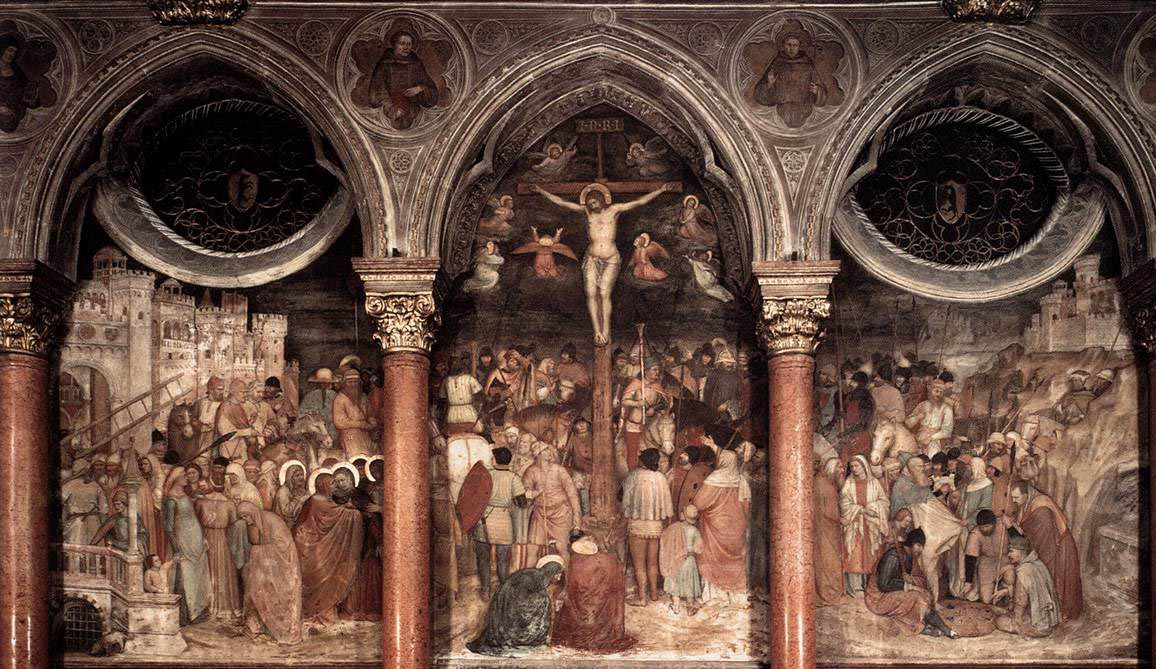
Распятие. 1376. Фреска. Капелла Сан-Феличе, Базилика Святого Антония, Падуя
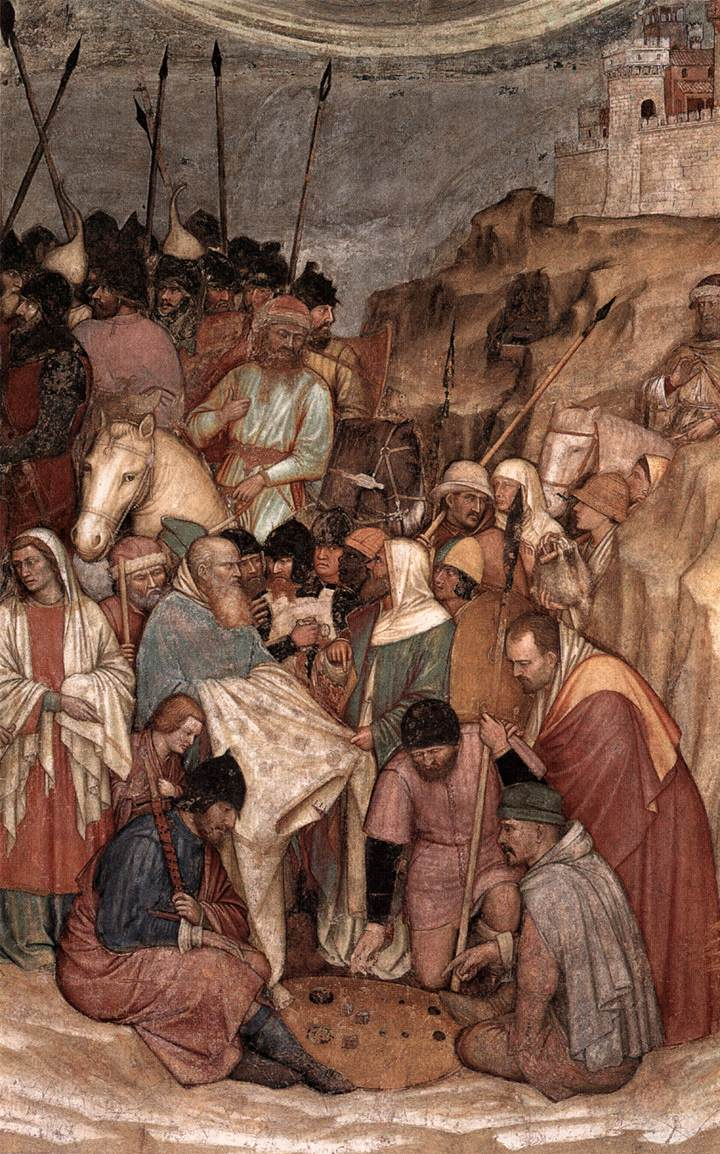
Деталь фрески
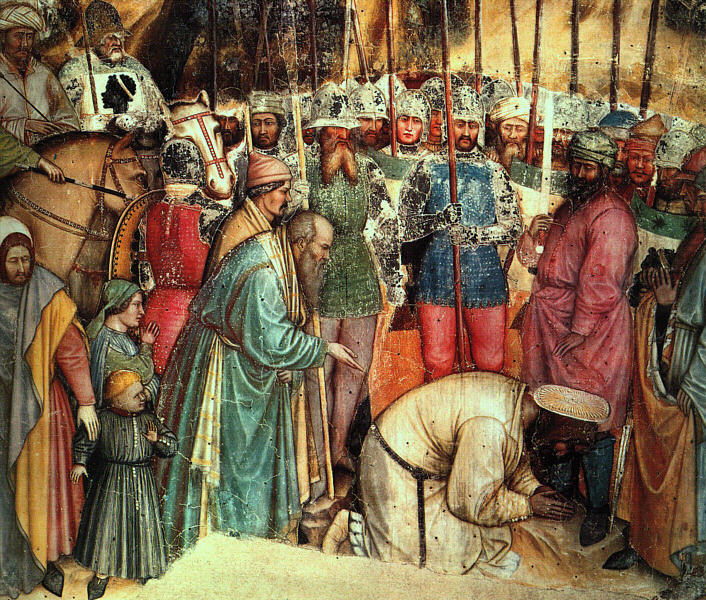
Обезглавливание Святого Георгия. 1379. Фреска. Ораторий Сан-Джорджо, Падуя
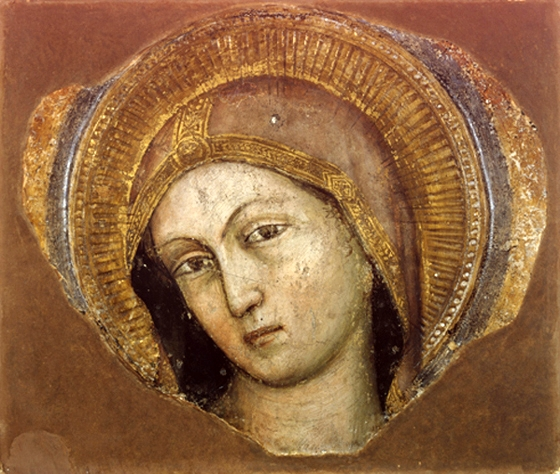
Голова Девы Марии. Деталь. Холст, темпера. Коллекция Иоанна Павла II, Варшава
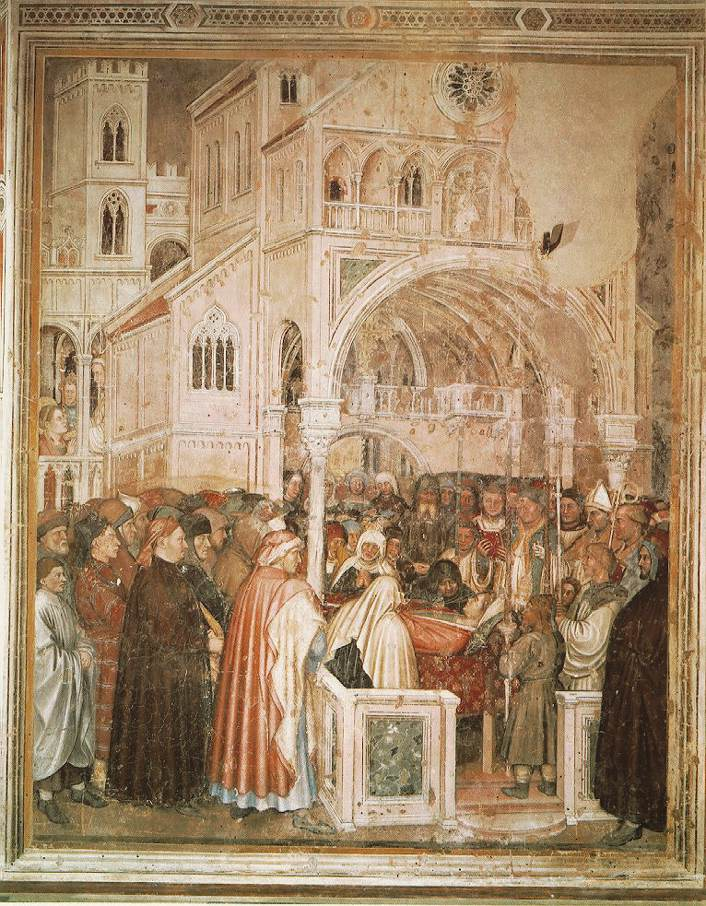
Похороны Святой Лючии. 1379. Ораторий Сан-Джорджо, Падуя
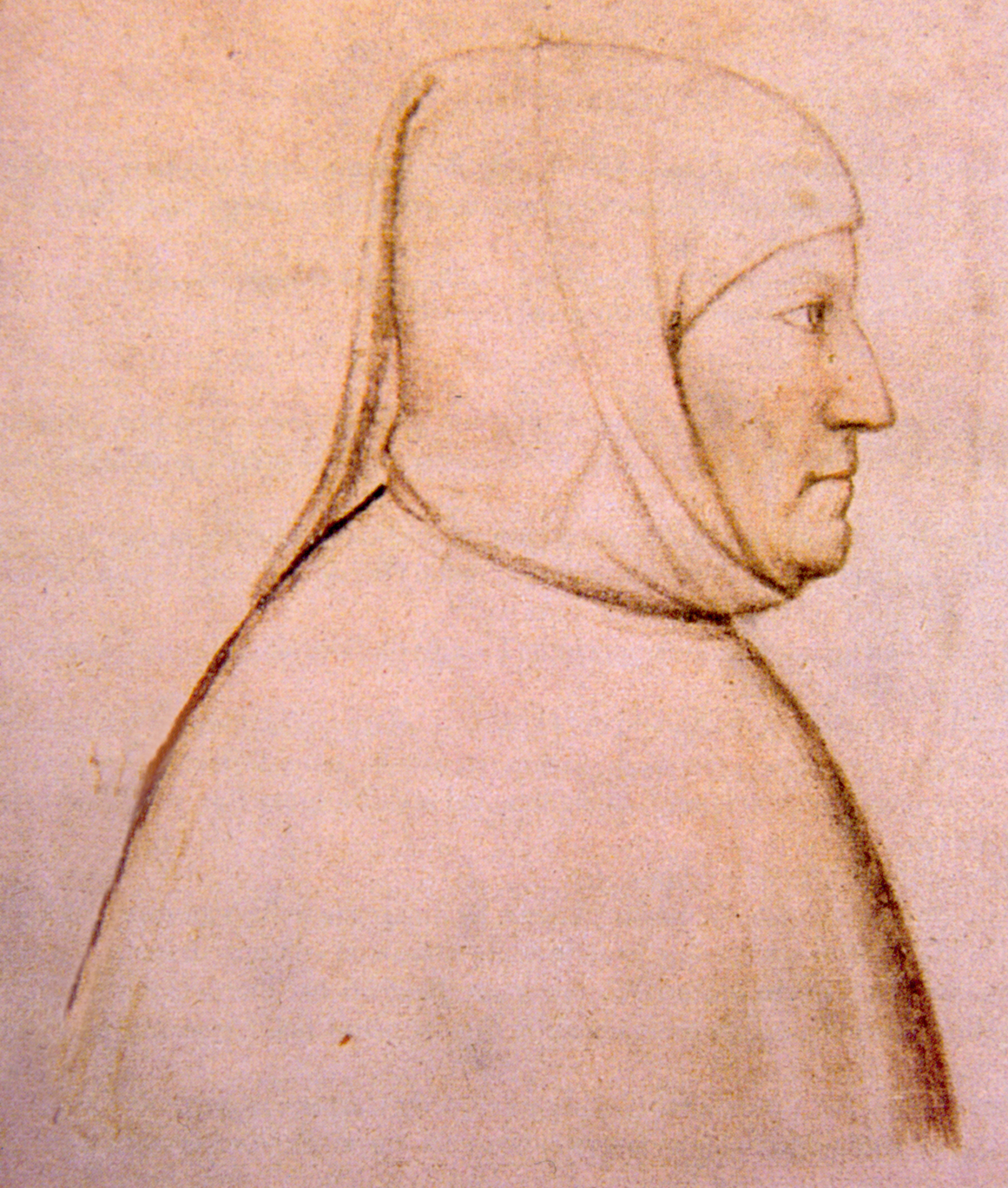
Портрет Петрарки. Между 1370 и 1380. Синопия фрески (?)